# Vui mừng

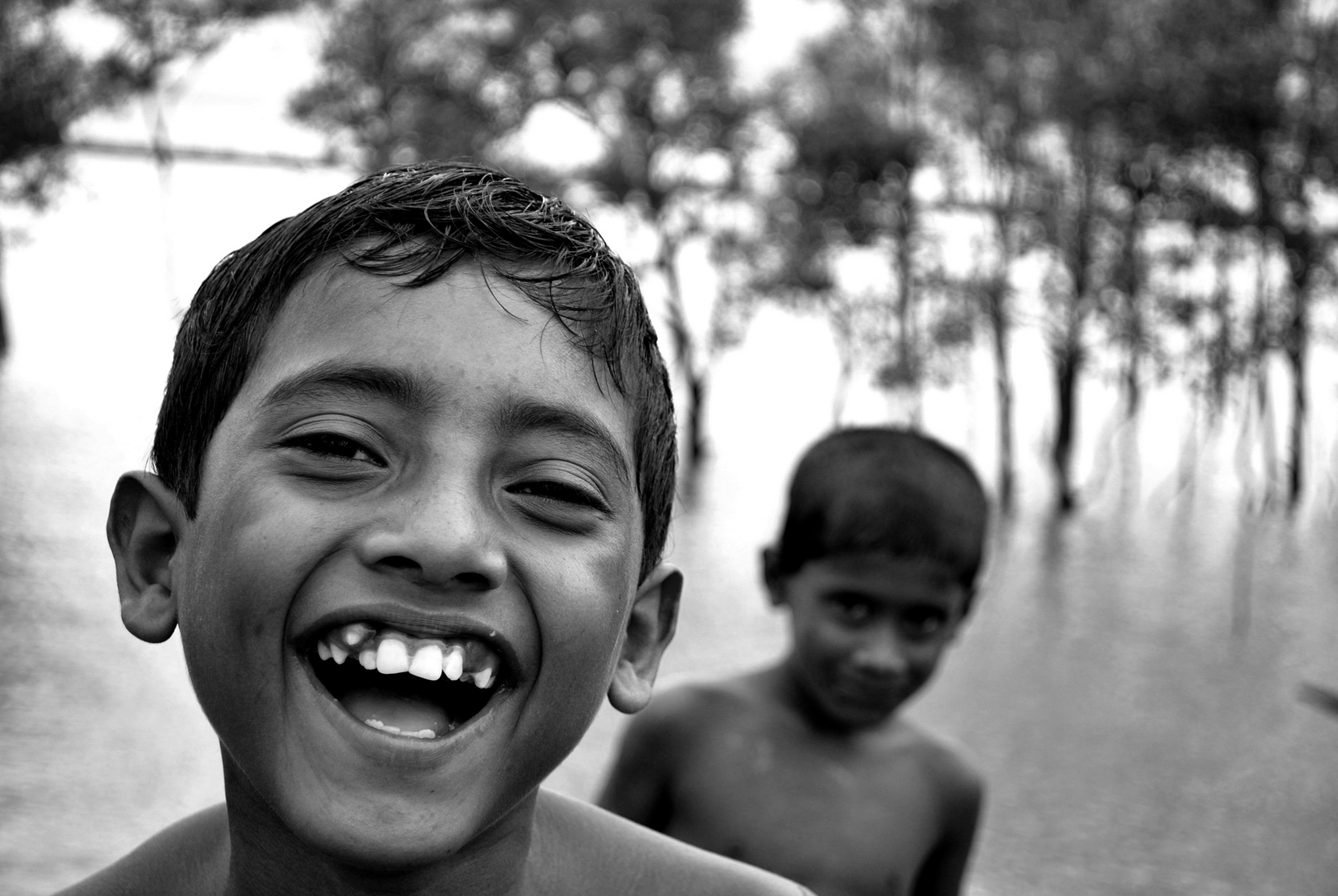
Tiếng cười là biểu hiện điển hình của niềm vui

Vui mừng (tiếng Anh: joy) chỉ đến cảm xúc phát sinh từ trạng thái tốt lành, thành công, hoặc may mắn, thường kèm theo cảm giác hạnh phúc mạnh và kéo dài. Định nghĩa từ điển về niềm vui thường liên quan đến cảm xúc phản ứng với sự kiện bên ngoài, như cảm giác thể chất hoặc khi nhận tin tức tốt. Hạnh phúc, niềm vui và lòng biết ơn có liên quan chặt chẽ với vui mừng nhưng không đồng nhất với nó.